# 博物志 (老普林尼)
《博物志》（拉丁語：Naturalis Historia，又译《自然史》），老普林尼（公元23年—79年）著，以拉丁文撰写。本书为罗马帝国至今所存篇幅最广的单部作品，集合有自其他古代作者处搜集而来的诸多信息。虽然本书名为「自然史」，但其主题所囊括者并不止于今人所理解「自然历史」的范围；普林尼本人则将领域界定为所谓「自然世界，或者生命」。从所涉领域而言本书包罗万象，但结构则不同于现代的百科全书。此书为普林尼唯一存留至今的作品，亦为其所发表的最后一部作品。普林尼虽然将此书题献给罗马皇帝提图斯，但是全书160卷羊皮纸手稿并未献出，而是传给了养子小普林尼。公元77年普林尼发表本书最初十篇，至于剩余诸卷，普林尼未及改定，即在公元79年维苏威火山喷发之中罹难。普林尼身后，本书余下部分由小普林尼发表。
全书分37篇，合为十卷，广纳天文、数学、地理学、民族誌、人类学、人类生理学、动物学、植物学、农学、园艺、药理学、采矿、矿物学、艺术、雕塑乃至凹雕宝石等等诸科学问，引用了古希腊327位作者和古罗马146位作者的2000多部著作。在书成后1500年间，共出了40多版。
由于主题广泛、对各原文作者多有引用、又作有索引，本书成为日后百科全书以及学术作品的典范。

## 概观

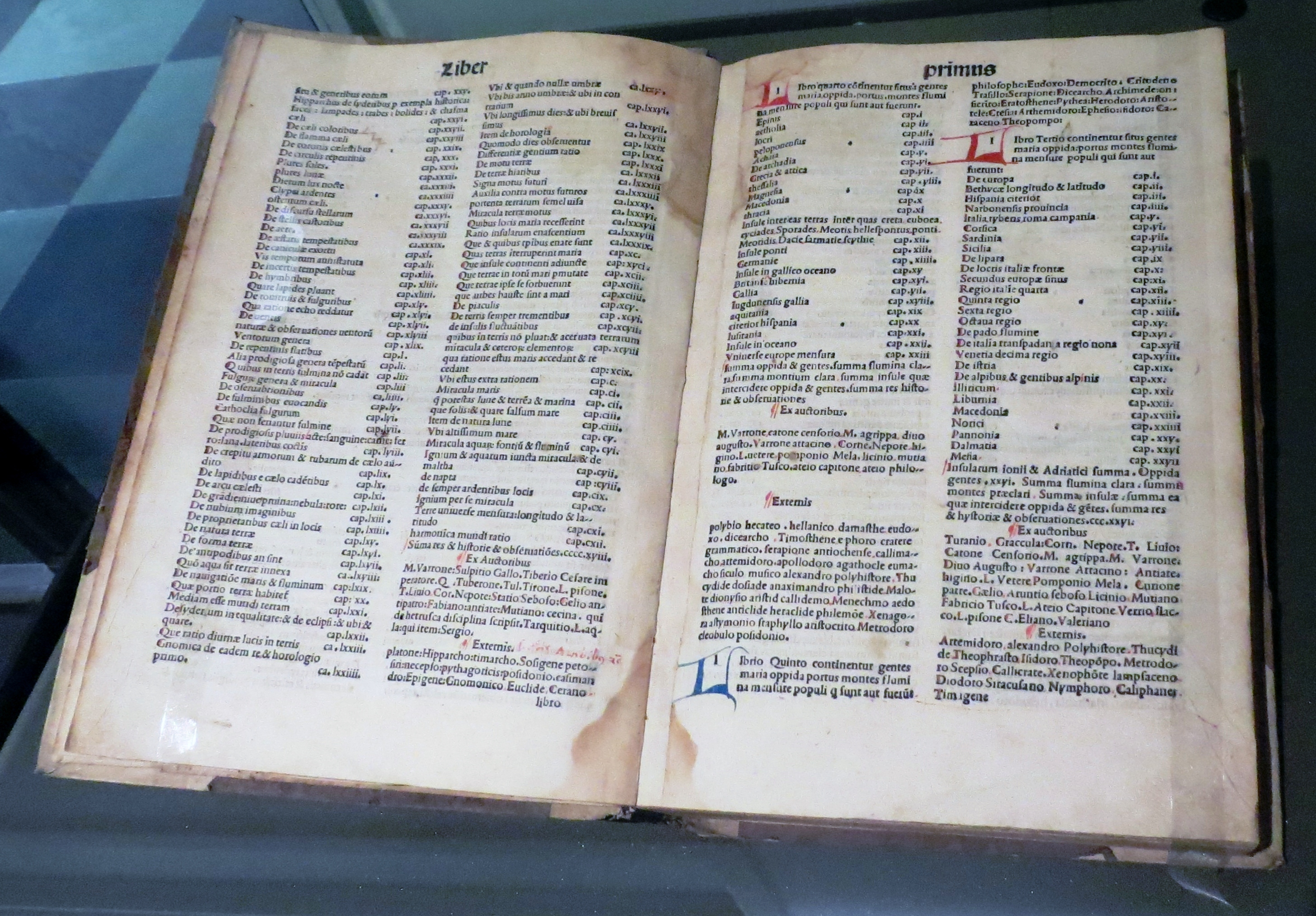
《博物志》书影，1499年刊于意大利威尼斯，由约翰内斯·阿尔维西乌斯出版

《博物志》著作的同时，作者普林尼也在进行其他大量创作（今尽亡佚）。普林尼一方面从事学术活动，一方面亦忙于为皇帝維斯帕先出任帝国行政官员。其人多数作品在晚间写就，日间则为皇帝效力，关于此等，普林尼在向韦斯巴芗长子、后登基为帝的提图斯所作序言献辞中有所提及，提图斯曾与普林尼一同在军中服役，本书也是献给此人。至于将夜晚时光用于写作，普林尼不视之为损失了睡眠，反以为生命的补充，正如其在序言中所表示「生命就是警戒」（vita vigilia est），此为以军事为隐喻，比作夜间坚持巡夜的哨兵。普林尼自称是自古唯一承担如此工作的罗马人，他于向万物之母求福的祷告中如是说：

向你致敬，自然，你这万物之亲长！愿你屈尊垂青于我，就是那于罗马全部公民之中，独一个在你各个方面，都如此宣扬对你的赞美之人。

《博物志》就涉及领域而言是百科全书式的，然而编排则不类现代的百科全书。不过，本书亦自有结构：普林尼利用亚里士多德对自然的分类法（动物、植物、矿物），以文字形式重构自然世界。普林尼所整理的自然图景并非相互分隔、以字母顺排列的条目，而是连贯的整体，能为读者提供有引导的观览：「在我导引下，于自然全部作品中略为游览⋯⋯」全书融为一体而富于变化：「我的主题是自然世界⋯⋯或换言之，生命」，普林尼如是向提图斯写道。

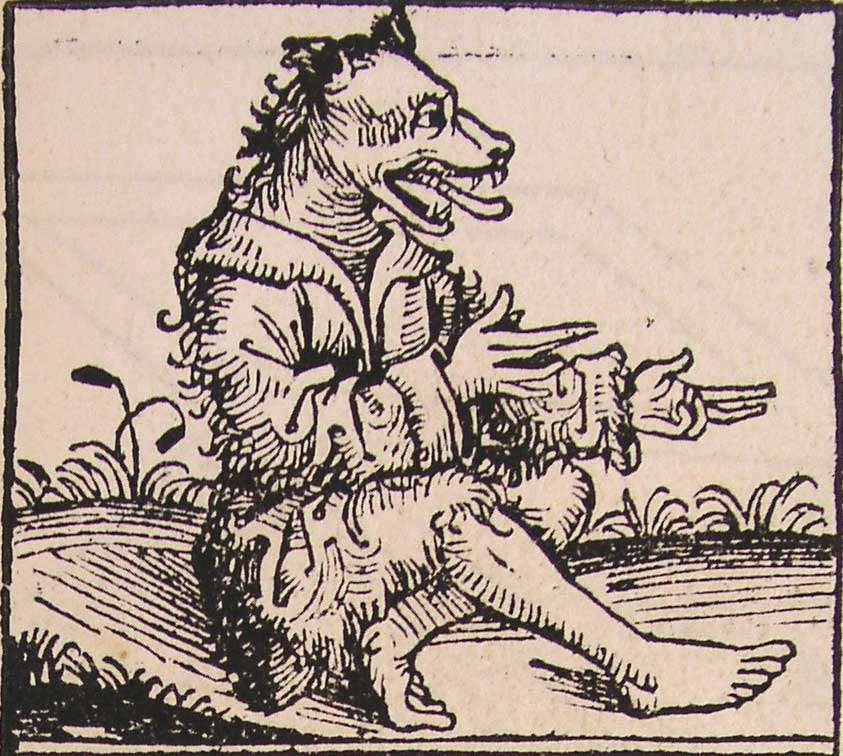
犬头人，《博物志》有载，此图出于1493年《纽伦堡编年史》

普林尼眼中，自然是神圣的泛神论概念，受到斯多噶主义哲学启发，这一哲学即其大部分思想的根基，然而其中所论及的神性却是一位女神，主要的目的正是服务人类一族：所谓「自然，即生命」，其所指是自然图景中的人类生命。在开头考察宇宙、地理诸学问后，普林尼开始论述动物与人类一族，「看来大自然是为着他们，创造了其他万物」。此等看待自然的目的论视角风行于古代，要理解《博物志》，这一点十分关键。自然的组成部分，其描述不仅是出于其自身视角，亦不仅是为其自身而作，而还要关注这些组分在人类生活中所扮演的角色。普林尼将书中数篇用于写植物，对其药用价值有所关注；写矿物的诸篇则亦描述有其在建筑、雕塑、艺术、珠宝等等方面应用。普林尼的前提主张同今日生态学理论相去甚远，而反映出当时广为流行的看法。

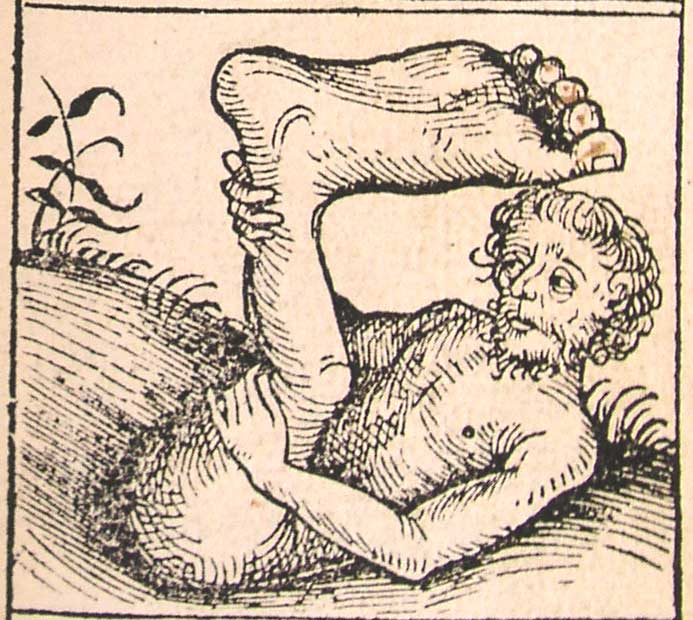
独脚人，《博物志》有载，此图出于1493年《纽伦堡编年史》

罗马帝国之扩张将新鲜刺激之物带回都城，普林尼的著作中，常有体现此事，其描写的奇物如异国情调的东方品类、带入竞技场中展览或放入场中的稀奇动物、甚至有据称是不死鸟的物种，于公元47年献与皇帝克劳狄一世──不过此事一般公认为骗局，普林尼也正如此坦承。普林尼复述亚里士多德的格言，称阿非利加常产新物。他宣称自然千变万化、这种多样无穷无尽：「每当我观察自然，她总劝诱我道，有关她的说法，不要将任何一件断作不可置信」。由此普林尼亦记录有世界边陲的异人。这些骇人种族有犬头人，有独脚人，其独脚可以遮阳；尚有无口人，依仗气味生活——种种异人，严格而论并非前所未见，因在公元前五世纪希腊史学家希罗多德（此人所著历史，广泛混杂神话、传说与事实）著作中，已有描述此等人种，唯普林尼使其更加知名。
「如自然本身一般多姿多彩」，普林尼之侄子小普林尼如是称道，自普林尼于公元79年维苏威火山喷发中死后，这一意见相当程度上解释了《博物志》的趣味所在。普林尼死时正前往调查山上腾起的怪云——按小普林尼的描述，「形状就像意大利松」。
《博物志》为欧洲极早得以印刷的古代文献，1469年刊行于威尼斯。菲利蒙·霍兰于1601年作英文翻译，影响文学作品至今。

## 结构
《博物志》包含37篇。普林尼在著作开头引进「摘要」（summarium）或称内容列表，后来现代的印刷商将此「摘要」理解为目录。下表为以各主题现代名称为基础的摘要。
| 卷     | 篇    | 内容                                                                                             |
| ------ | ----- | ------------------------------------------------------------------------------------------------ |
| I      | 1     | 序言、内容列表、权威来源列表                                                                     |
| I      | 2     | 天文學, 气象学                                                                                   |
| II     | 3–6   | 地理学、民族誌                                                                                   |
| II     | 7     | 人类学、人类生理学                                                                               |
| III    | 8–11  | 动物学，含哺乳动物、蛇类、海洋生物、鸟类、昆虫                                                   |
| IV–VII | 12–27 | 植物学，含农业、园艺，尤以写葡萄属、油橄欖者为重、医学                                           |
| VIII   | 28–32 | 药理学、魔法、水、水生生物                                                                       |
| IX–X   | 33–37 | 采矿、矿物学，尤以应用到生活及艺术者为重、金工银工、青铜所作雕塑、艺术、制模、大理石雕、珍贵宝石 |

## 成书过程

### 写作目的
普林尼写作《博物志》，目的是要囊括当时一切同自然相联系、或者从自然攫取材料的学识艺术。他写道：
我的主题是贫瘠的主题──自然世界，或换言之，生命；这么一个主题，在高雅这一方面来说最不足道了，不去利用土气的行话，就要用外国的，不止这些，还得用上蛮子的话，介绍起来，实在得说声抱歉。另外来说，这条道不是作家走惯了的大路，思维也不会渴望在上面遨游：我们中间没有人冒过这样的险，希腊人中间也还没有这样的人，那就是单枪匹马，将这个主题的一切方面都着手对付的人。

### 引用资料
普林尼研究过各个主题的权威原作者，从其著述中细心摘录选段。他的「作者名录」（indices auctorum）某些情况下所指是普林尼实际参考过的权威作者，不过并不详尽；「名录」中所录另一些作者，则是在普林尼直接参考的资料中有所引用，是为特定主题最首要的权威人士。普林尼为自己受前辈的恩惠而致谢：「向那些你自己成就一番事业，要靠他们为方法的人坦白」。
在序言中，普林尼表示自己从书籍二千本之多、精选作者一百人之众中搜集出两万条事实写进本书。现存的引用列表，其中包含权威作者多过四百人，其中罗马作者146人、希腊作者327人，尚有其他信息来源。所列名录大致按每篇所涉主题顺序排列。德国考古学者海因里希·布鲁恩所作《讨论》（Disputatio）中有载。
普林尼引用的权威作者，最主要的有瓦罗。在地理学诸篇中，除瓦罗外普林尼还以阿格里帕所作地名集注为补充，这一集注又是皇帝奥古斯都完成的；在动物学篇章中，普林尼则大量依靠亚里士多德及尤巴二世的著作，后者是毛里塔尼亚的学者国王，所谓「学问之光更比王权可堪铭记」，尤巴同时亦为普林尼写作植物学内容的主要参考。泰奥弗拉斯托斯在「名录」中亦有一席之地，普林尼将其希腊文著作译为拉丁文，此人另一篇著作《论石》，普林尼引为矿石矿物学的参考资料。普林尼力求将所能得到的一切希腊文史学著作用到文中，例如希罗多德、修昔底德乃至西西里的狄奥多罗斯所著《希腊史纲》。

### 写作方法
普林尼之侄小普林尼如是描写其人写作《博物志》时所用方法：

你惊讶吗，这大忙人找得出时间写完这么多卷书，其中许多还写得有这样分毫之间的细节？⋯⋯他之前总会在武尔坎节那天大晚上，到黎明还很远的时候，就点起灯来，不是为了求好运，而是因为他爱研究；在冬天，他就在第七个小时开始⋯⋯他随时可以睡觉，工作到一半倒头就睡，然后起来。拂晓之前他到維斯帕先那去，因为这人也是晚上工作──然后开始做公务。他一回家，但凡有空闲就又会钻进研究。夏天他吃饭，这饭同古时候一样总是简单清淡，吃过以后，他要是有点空闲时间，就常常要躺在太阳底下，要人大声念一本书，他就从中间记笔记、做摘抄。

小普林尼还讲述有一段逸事，正能体现其舅对研究的热忱：

晚饭后有大声念书，他就草草记下笔记。我记得他有个朋友，当念书人将一个词发错了音，就要他停下来重念，我舅舅对朋友说：「你没把握住意思吗？」朋友说：「有的。」他这时就指出，「那你怎么要他倒回去？你这一打断，害我们少听了十行书还多。」他就是这么唯恐浪费每一刻。

### 风格
普林尼的写作风格仿效塞内卡。相比清晰生动，这种风格更着眼于造出格言金句。其中包含许多映衬、提问、呼告、转喻、隐喻，并带有拉丁语白银时代的许多其他风格。普林尼的句式结构常常疏松散乱。其中大量运用独立离格，离格短语又往往用某种模糊的「同位语」增补之，从而表示作者个人对前文紧邻此处所述内容的看法。例如：
dixit (Apelles) ... uno se praestare, quod manum de tabula sciret tollere, memorabili praecepto nocere saepe nimiam diligentiam.
上文应译为：
（阿佩莱斯）他在一样事情上胜过他人，也就是，他知道自己什么时候在画上做足了工作，这是一种利于人的警告，就是说用功太多可能适得其反。

自「利于人的警告」之后部分，对应的都是拉丁文中以为起始的独立离格短语。

## 发行史

### 初次发表
普林尼于公元77年写就前十篇书，之后两年投身修订全书其他部分的工作，直到去世。整部作品由其侄小普林尼发表，然而小普林尼大概未对本书作多少审校，此人三十年后提及一段故事讲述驯顺的海豚、又描述瓦狄莫湖（Lacus Vadimo）中的浮岛，但他那时显然已不记得二者在其舅书中都能找到。小普林尼将描述成「自然的历史」（Naturae Historia），形容它是「一部博学而材料丰富的作品，就如自然本身一般多姿多彩」。
本书最终的修订没有完成，书中许多错误或能由此解释，例如，书内文字为何「散乱不堪、断断续续、逻辑上没有章法」，如英国学者约翰·F·希利所言者；又如，早在1350年，彼特拉克就曾抱怨文本充斥讹误的乱象，他将其归咎于九世纪至十一世纪之间的传抄错误。

### 抄本

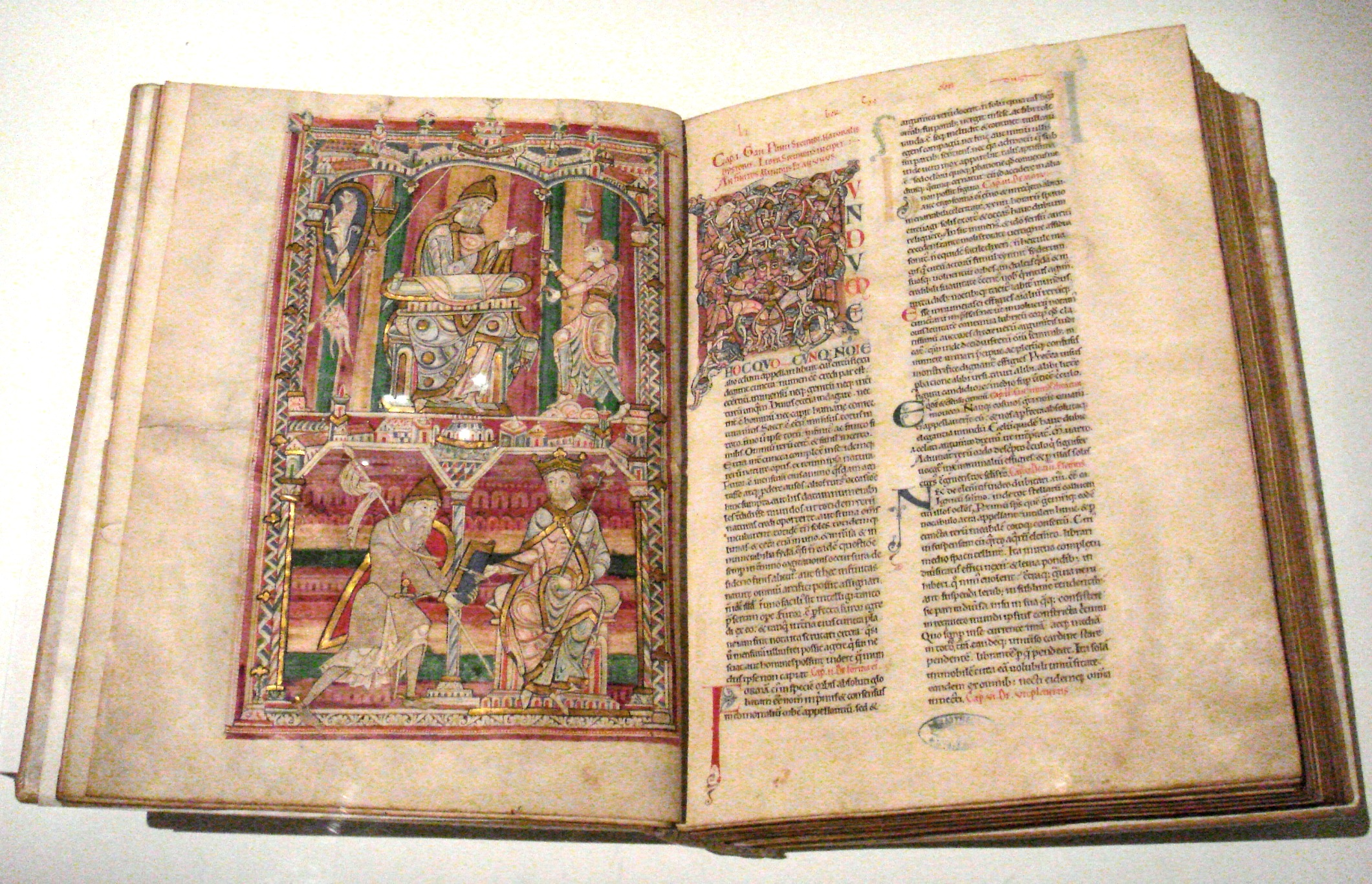
普林尼《博物志》十二世纪中叶抄本，藏于法国勒芒圣文森特修道院

大约三世纪中叶，普林尼著作的地理学部分由索利努斯作出摘要。又有八世纪早期英国编年史家比德，此人亦相当佩服普林尼的作品，曾查阅节选抄本，用在自著《论万物之本性》（De natura rerum）中，于其中气象学、宝石学章节，所赖尤多。不过就潮汐一部分，比德更正了普林尼的错误，并贡献了新知。
现存《博物志》抄本约二百部，而在其中较古的抄本中，最为善本者藏于班贝格州立图书馆，仅存第XXXII—XXXVII篇。1441年，克里克莱德的罗伯特著作《老普林尼博物志撷英》（Defloratio Historiae Naturalis Plinii Secundi），其中包含九篇选本，取自某部古代抄本。

### 印刷本
本书是从古典抄本而得到印刷的第一批作品，当时施派尔的约翰和文德林于1469年在威尼斯将其付梓。然而约翰·希利形容这次转印时，称「显然有缺陷」。威尼斯印刷师尼古拉·詹森于1472年亦有刊行本书，其中一本藏于韦尔斯座堂图书馆。

### 翻译
1601年菲利蒙·霍兰将本作大部分内容译成英文，此部译本影响深远。约翰·博斯托克及H·T·赖利于1855年将本书全部译成英文。
本书中文翻译有李铁匠节译本，名为《自然史》，2018年由上海三联书店出版。

## 主题
《博物志》大体上分为有机的植物动物和无机的事物几类，不过各章节中都颇有离题之处。本志书也提到罗马人对上述一切内容所致的应用，其中对金属、矿物的描述在科学史中价值重大，因其细节翔实，成为古代世界至今仍能阅览的汇编作品中最广泛的一部。
第I篇为普林尼的序言，解释其方法进路，并列有目录。

### 天文学

喜帕恰斯测得日月间距离的方法

全书首先涉及的主题是天文学，载于第II篇。普林尼从已知宇宙起头，猛烈抨击尝试解释宇宙起源的各种观点，斥为胡言乱语，这些观点包括大地之外尚有无数其他世界之类。其人赞同亚里士多德主张的四元素说，即火、土、风、水四种，又记载有包括日月在内的七大「行星」。普林尼认为大地是球体，悬浮在太空中央；又以探寻神的外表、形式为一种缺点，而要认为这类存在会关心人间之事，此等看法同样是缺点。书中提及日蚀，又认为喜帕恰斯的年历气魄宏伟，似乎明了了自然如何运作。书中还引用波希多尼估计的地月距离，合23万英里。普林尼亦描述彗星，提到只有亚里士多德记录过一次性见到多于一颗彗星的情况。
第II篇接下来写高天之下较低处的自然气象，包括风、恶劣天气、旋风、闪电、彩虹等。此后内容又回到天文学，如经度对日出日落时间的效应、太阳高度随纬度的不同（这一现象影响日晷报时）、白天长度随纬度的变化等。

### 地理学
第III至VI篇，普林尼转而描写大地本身。第III篇中作者描写伊比利亚半岛及意大利的地理；第IV篇则写欧洲，包括不列颠岛；第V篇中，作者目光投向阿非利加及亚细亚，第VI篇则向东极于黑海、印度、远东诸地。

### 人类学
第VII篇讨论人类一族，包含人类学、民族志等方面内容，也对人类生理学作有一些讨论，并其他杂类，例如儒略·凯撒何等伟大；希波克拉底、阿斯克莱皮亚德斯等杰出人物、幸福、时运等等。

### 动物学

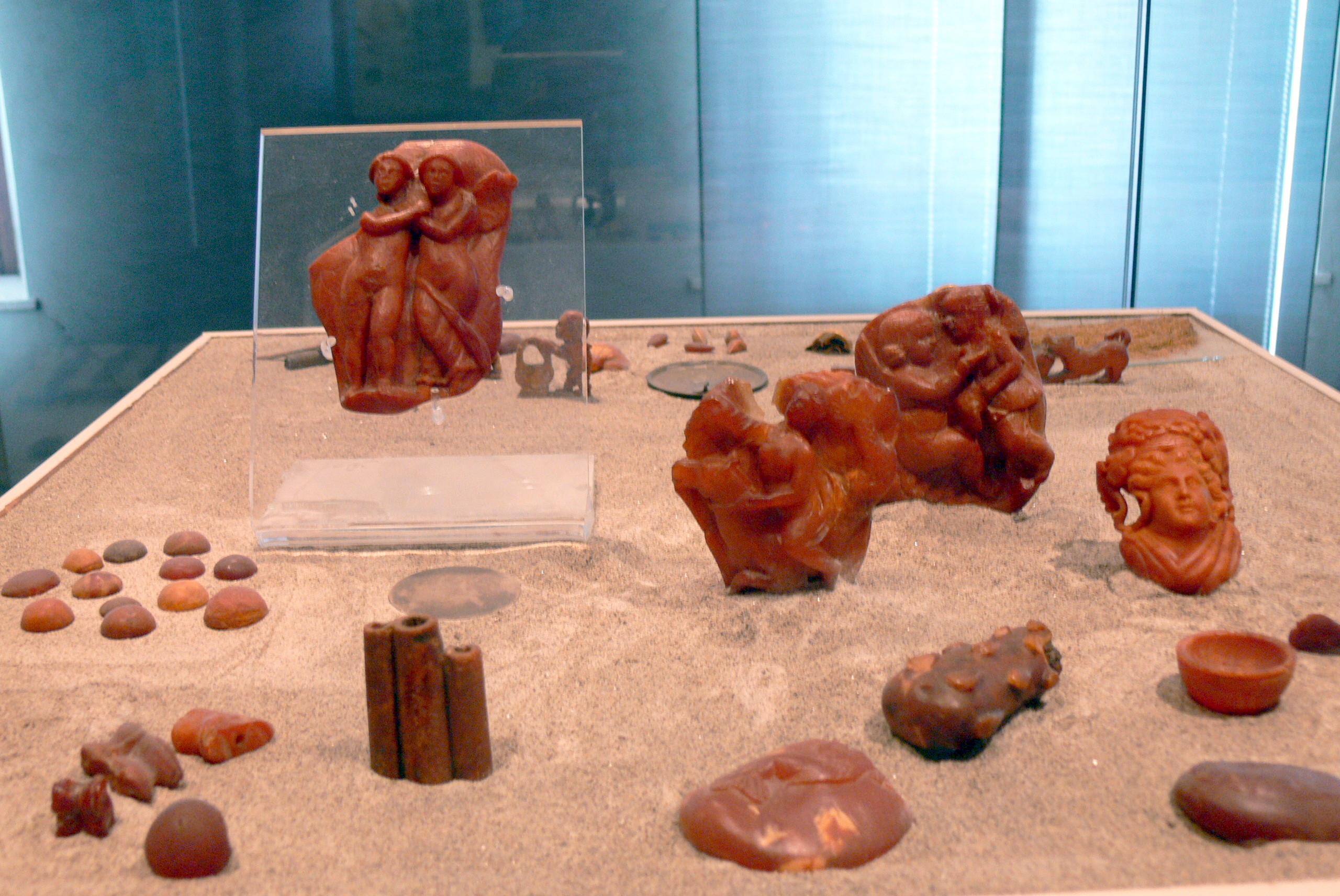
罗马琥珀陈列，藏阿奎莱亚考古博物馆

动物学在第VIII至XI篇中讨论。志书提及紫色染料的不同来源，特以骨螺为重，此即推罗紫的原料，深受珍视。书中还详细描述象与河马，并珍珠的价值及如何产生、鱼类与牡蛎的养殖工艺如何发明，等等。当时富人风行以养殖水族为消遣，对此普林尼传说种种逸闻，讲述养主同水族接触过于密切，所遇到的各类问题。
普林尼准确发现琥珀起源于松脂石化，举出的证据包括某些琥珀样本中显现出包裹其内的昆虫，如有粘稠的树脂，这类特征就极好解释。普林尼还提到琥珀摩擦时能生电，其前辈泰奥弗拉斯托斯已经叙述过这一特性。篇内相当篇幅都在描述蜂类，普林尼敬佩这类物种，以其勤勉、有组织、产出蜂蜜；又讨论到蜂后何等重要，并蜂农收集蜂房时运用烟熏蜂巢的做法。普林尼还赞扬夜莺的歌声。

### 植物学
普林尼在第XII篇到XVIII篇探讨植物学，运用泰奥弗拉斯托斯作为来源。篇内描述莎草纸的生产、罗马人所能得到不同等级的莎草纸张等。在第XII到XIII篇中，还讲解有不同种类的树木及其木材的特性。第XIV篇写葡萄与其栽培学，也讨论葡萄的各个品种，而第XV篇则详细写到油橄榄诸事，之后是其他树种，如苹果、梨、无花果、樱桃、香桃木、月桂，等等。
普林尼对香辛料如胡椒、姜、蔗糖等特为注意。他提及各种各样的胡椒，价值堪比金银，至于蔗糖却仅仅提及药用价值。
提及香水，普林尼则予以抨击：「香水在奢侈品中最不得用，珍珠宝石至少还能传给后代，服装还能保持一段时间，香水却一用就失掉了香气，就败掉了」。普林尼对香水的原料作有概括，如蔷薇花油，按其说法是使用最广的基料。其他物料包括没药、桂皮、香脂胶。

### 医药学与魔法
《博物志》相当大一部分讨论医药相关诸事，篇幅自第XX篇至第XXIX篇，其中又以产出有用药物的植物讨论尤其多。普林尼列出超过900种药物，与之对照，希腊人迪奥斯科里德斯《药物论》列出600种，泰奥弗拉斯托斯则550种，罗马人盖伦则650种。书中尚提到罂粟与鸦片，普林尼记录道，鸦片催人睡眠，而可能致命。各种疾病及疗法在第XXVI篇中记载。
第XXX篇中，普林尼写到魔法诸事。其人批评麻葛、攻击占星术、提出魔法起源自医学，而所以蔓延开来，是借着假称能使人健康的名义。普林尼又将古波斯人琐罗亚斯德称作魔法诸多概念的源头。他表示毕达哥拉斯、恩培多克勒、德谟克利特、柏拉图尽皆游学海外学习魔法，又评论到所有人都接受上述人等带回的信条，此事令人惊讶，而医学（归希波克拉底）同魔法（归德谟克利特）二者，当是在伯罗奔尼撒战争期间同时繁荣起来。

### 农学

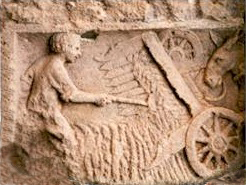
浮雕细节，示高卢-罗马收割器械

培植谷物的方法在第XVIII篇中描述。普林尼赞赏老加图及其作品《农业志》（De Agri Cultura），引为主要来源。普林尼在书中囊括当时已知的所有谷物蔬菜，自其中流变出的香草药物同样在列。书中还描述有用于耕作及加工谷物等用途的器械。例如，书中有载一种简易机械收割机，能将小麦大麦的穗子割下，余下秸秆，而以牛驱动。这一收割机在罗马晚期一处浅浮雕中有所体现，见于今德国特里尔。普林尼还记载有谷粒如何以研杵、手磨、或以水车驱动的磨坊碾磨，这类水力磨坊在罗马帝国全境皆有分布。

### 冶金学
普林尼对金属讨论甚广，从金银开始（第XXXIII篇），之后是铜、汞、铅、锡、铁等贱金属，同时也载有其间多种合金，如金银合金、青铜、白镴、钢等（第XXXIV篇）。
书中批判贪求黄金之事，例如共和国早期，曾用金铸硬币，普林尼以为荒谬。书中还举出例子，说明统治者如何通过展示战役中掠夺的黄金而炫才扬己，克劳狄征服不列颠后，就曾如此；另外，书中还举出迈达斯及克罗伊斯的例子。普林尼亦在书中探讨为何黄金在延展性及可塑性上如此特出，超越其他任何金属，他给出的例子在于黄金能锤打成精细的箔片，一盎司即可制成750片四英寸见方的金叶。细金线能纺成布料，不过帝国华丽的服装通常还要与天然纤维如羊毛相结合。普林尼曾在孚喀努斯湖一次上演模拟海战的公开大表演上得见克劳狄妻子小阿格里皮娜，当时此人身着军事风格的斗篷，以黄金织成。普林尼并不相信希罗多德所称印度有蚂蚁可采黄金、斯基提亚有狮鹫开掘黄金等事。
按普林尼所言，银天然不存在纯净形态，必先开采出来，一般会同铅矿石一同出现。当时西班牙产银最多，其中许多矿脉是汉尼拔首先开发。诸多矿脉之中有一大者，矿道深入山中两英里，工人日夜劳作，在矿中轮班排水。上述记载所指很可能是反上射式水车，这类水车以踏车驱动，见于罗马矿脉。至于不列颠，普林尼则写道此地盛产铅，许多地方在地表即可取得，十分易于开采；其产量实在过高，有司不得不颁布法律限制开采。

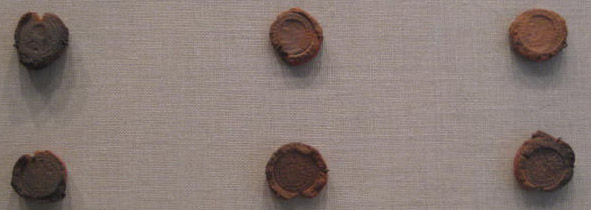
罗马硬币为打制而非铸造，故图中硬币模具是为造假而作

书中详细描述有造假制伪行为，尤以伪造硬币为重，如银中掺铜，甚至有掺铁者。对伪造硬币亦有验假手段，在受害者群体中显为流行，这些受害者多为普通人。普林尼也写到液态金属汞，此物在银矿中亦能发现。书中记载此物有毒，能与金形成汞齐，从而用于精炼、提取黄金。书中还写到汞用于在铜上鎏金，另外还写到锑，在银矿中可见，用于化妆眉毛。
汞，其主要矿石为朱砂，长久以来，画家用为颜料。普林尼写到，其色类似，此物大概为胭脂虫。其微末毒性甚大，故加工朱砂的工人皆着膀胱制成的面罩。至于紫铜青铜，普林尼记载其用途以制作雕像最为著名，如此雕像可为高耸如塔的巨像，其中名声最广者为罗得岛巨像。普林尼在罗马亲见尼禄的大型雕像，其死后又撤除。这一雕像，其面部在尼禄死后不久、韦斯巴芗治下经过修改，变为索尔的神像。哈德良将其移走，此事是在建筑师得克里阿努斯（Decrianus）协助下完成，动用二十四头大象，而将其移到弗拉维圆形竞技场（即今罗马斗兽场）附近一处。
普林尼在书中为铁留有特别一席，将钢同今日称为熟铁的金属通过硬度区分出来，指出前者更软。书中对将铁用于战争一事言辞尖刻。

### 矿物学

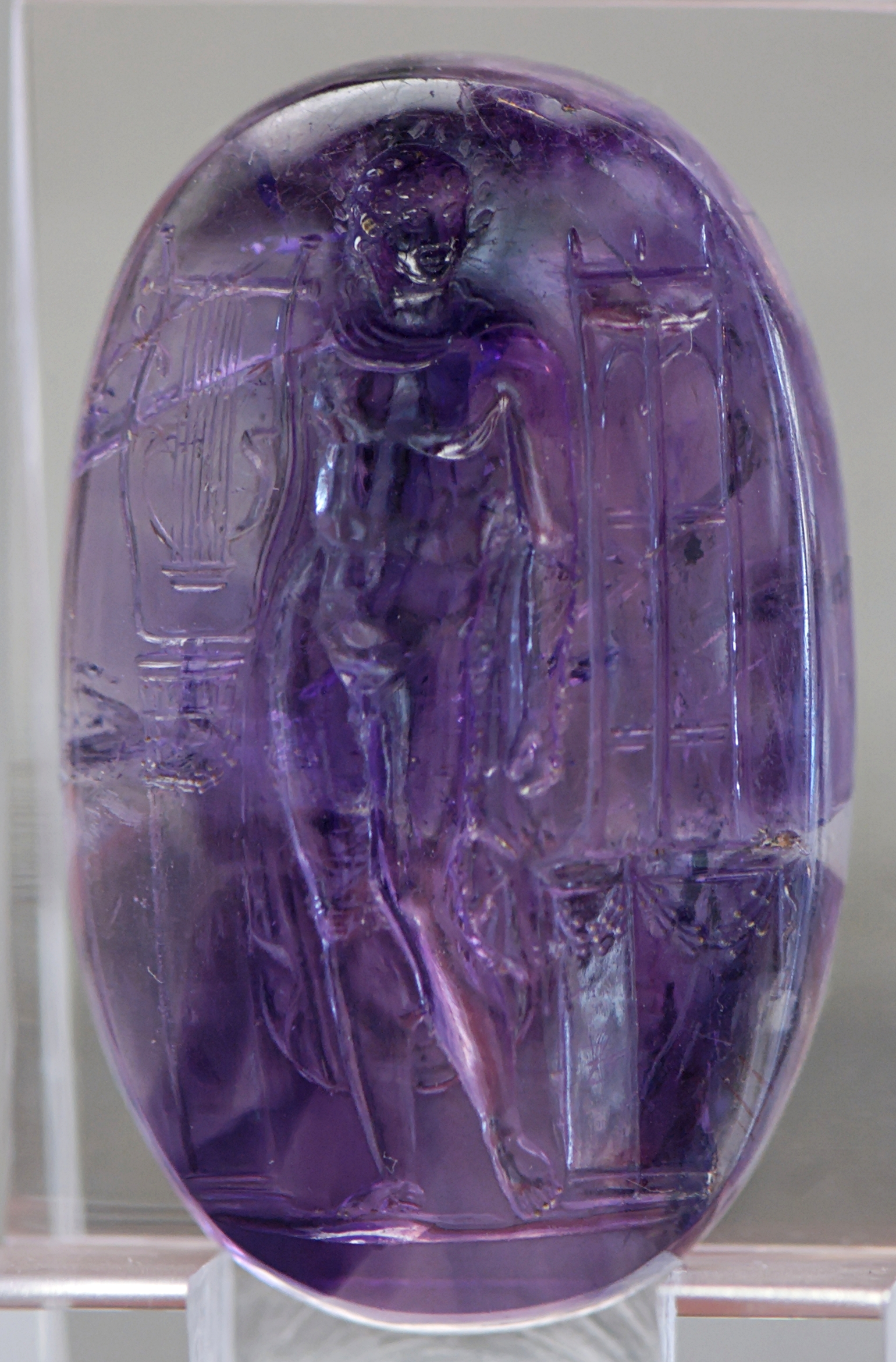
凹雕紫水晶（公元一世纪），其上将尼禄描绘成演奏里拉琴的阿波罗（藏巴黎纪念章陈列馆）

全书最后两篇（第XXXVI及XXXVII篇）中，普林尼描述有各种不同矿物与宝石，广引泰奥弗拉斯托斯及其他作者书目。主题着重于最珍贵的宝石，而批判对凹雕宝石、硬玉雕刻之类奢侈品的迷恋。书中对萤石的各种性质讨论详尽，提到此物可雕成花瓶或其他装饰物件。书中还对磁现象有记载，其中录有牧羊人马格涅斯（Magnes）的神话，传说此人首先发现磁石，其名成为日后西方语言与磁力有关许多词汇的词根。
普林尼接下来讨论晶体学及矿物学，描述钻石具有八面体外形，并记载宝石雕刻匠用钻石屑切割抛光其他宝石，以其硬度超群之故。书中表示石英透明而坚硬，因而珍贵，并可雕作器皿用具等等。普林尼引述一名女子事迹，此人拥有石英制成的长柄勺，为此物付价十五万塞斯特斯之多。当尼禄自知将被罢黜时，故意砸碎两只水晶杯，如此其他任何人便无从再染指。
普林尼再次开始讨论造假问题，并提及可用数种测验察验伪造宝石，其中有划痕测试，仿制宝石则钢锉刀可在其上刻出痕迹，正品宝石则不能。此处所指大概是以玻璃模仿珠宝玉石之类。普林尼又提及用硬质矿物在另一种矿物上刻痕，正预示了日后之莫氏硬度。在相互刻划的排序中钻石最硬，而据普林尼记载，此因钻石能在其他所有矿物上刻出痕迹。

### 艺术史
普林尼写古罗马古希腊艺术的数章，价值特为珍贵，以其几乎可称是讨论此一主题的古代文献中，至今唯一可供阅览的。
《博物志》艺术史部分中，所引用的希腊权威乃是萨摩斯的杜里斯、西库昂的色诺克拉底、卡里斯图斯的安提哥诺斯等人。书中奇闻轶事，今以为取自杜里斯（XXXIV: 61），对艺术一科其后的发展、及青铜工匠与画家的列表，则取自色诺克拉底；尚有大量芜杂信息，则取自安提哥诺斯。提及克塞诺克拉底、安提哥诺斯二人时，又均联系到画家宙克西斯，安提哥诺斯则在第XXXIII—XXXIV篇的索引中提及，称为记载金属上浮雕艺术的作家，此人亦可能是从事装饰性浮雕或者凹雕宝石等工作的匠人。
普林尼描述图画、雕塑时，亦会引用希腊金句。第XXXIV—XXXV篇中，一名不甚重要的权威作者是雅典的赫利奥多罗斯，此人著有记载雅典诸多纪念碑的作品。在第XXXIII—XXXVI篇的索引中，那不勒斯的帕西忒勒斯占有重要一席，此人作有五卷本艺术著作，作品名声甚广，很可能遍载早期希腊大量珍宝，然而普林尼曾从帕西忒勒斯书中求教一事受到德国艺术史学家奥古斯特·卡尔克曼否定，此人认为普林尼所用乃是雅典的阿波罗多洛斯所作编年史作品，该作同时亦为时兴的艺术家名录集。普林尼对希腊权威作者的知识很可能主要归功于瓦罗，此人经常得到普林尼引用（例：XXXIV: 56、XXXV: 113, 156、XXXVI: 17, 39, 41）。

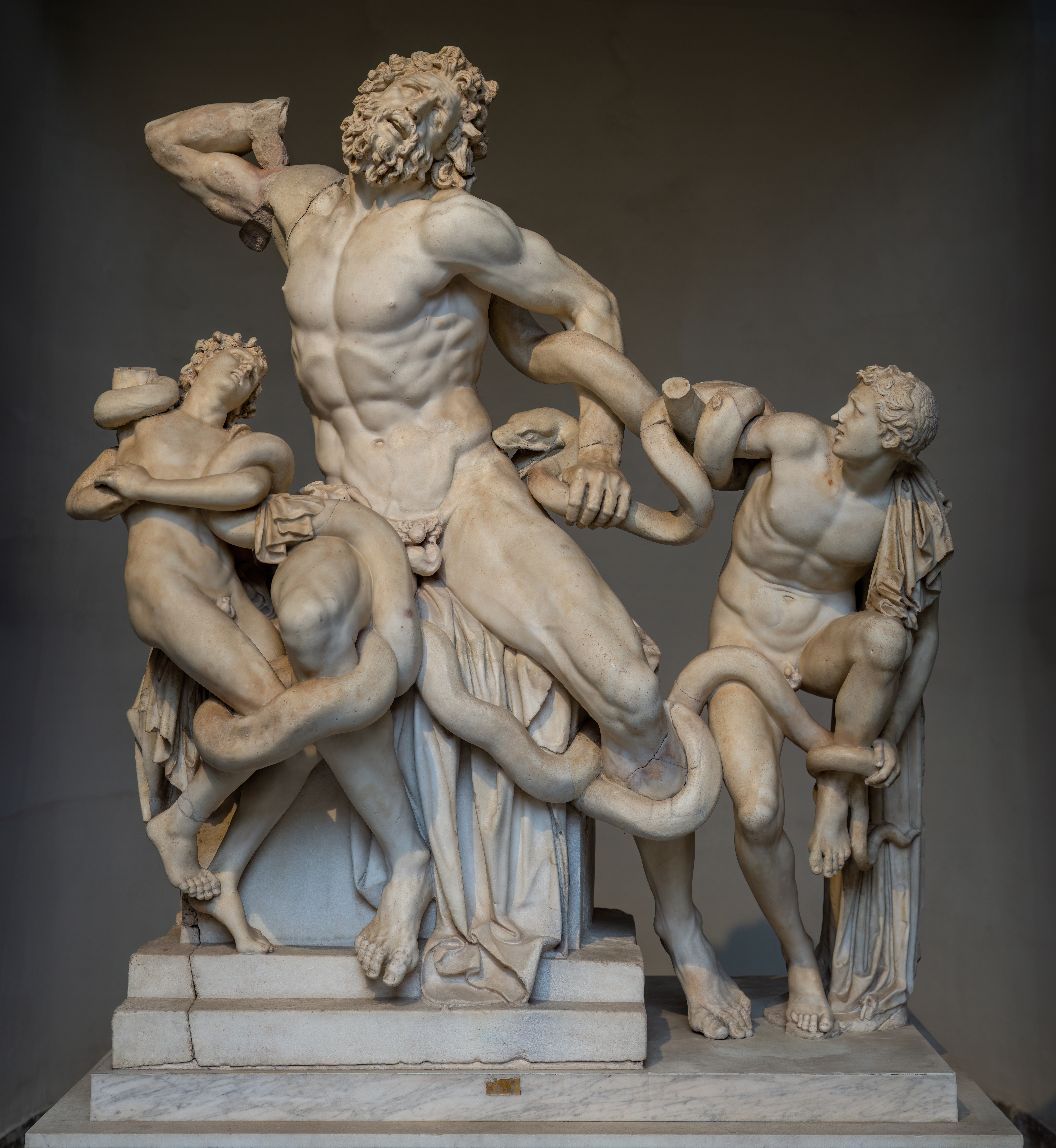
拉奥孔与儿子们

关于小亚细亚滨海部分及附近岛屿周边艺术作品，有关此等的许多条目普林尼都曾从盖乌斯·利基尼乌斯·穆基阿努斯处获取资料。此人是罗马将领、政治家、演说家，同时亦为史学家，公元77年前去世。普林尼尚提及韦斯巴芗于和平神庙及此人其他画廊中收藏的艺术作品（XXXIV: 84），然而其中多数有关这类作品于罗马地处位置的信息实际上都是从书中参考而来，并非普林尼亲身探访所得。《博物志》对古代艺术的记录实为此类作品在古典时期的孤本，其一大功德在于此作极大程度上集合了色诺克拉底失传的课本、并杜里斯、安提哥诺斯等人的传记，并在此基础上成文。
书中某些段落也显示出普林尼的独立观点（XXXIV: 38, 46, 63、XXXV:17, 20, 116等处）。此人偏好提图斯宫殿中的大理石雕「拉奥孔与儿子们」（多有人认为此即今日藏于梵蒂冈的雕像），以为超越世上一切图画及青铜雕塑（XXXVI: 37）。这一雕塑，普林尼将其雕刻归于罗得岛雕刻匠人阿革珊得罗斯、阿忒诺多罗斯（很可能为前者之子）、波吕多鲁斯三人。
弗拉米尼乌斯广场附近的神庙中置有阿瑞斯及斯科帕斯的阿佛洛狄忒神像，普林尼欣赏这些雕像，「它们足够让其他任何地方出名了」，又写道：

在罗马，艺术品真是不可胜数；另外，看了一件作品，就要从记忆中抹掉另一件，而不论它们能有多么美丽，我们还都要受到责任与事业不可抵挡的呼叫吸引，从而分心，因为要欣赏艺术，我们就需要闲暇时光以及深邃的宁静。（XXXVI: 27）

### 采矿学

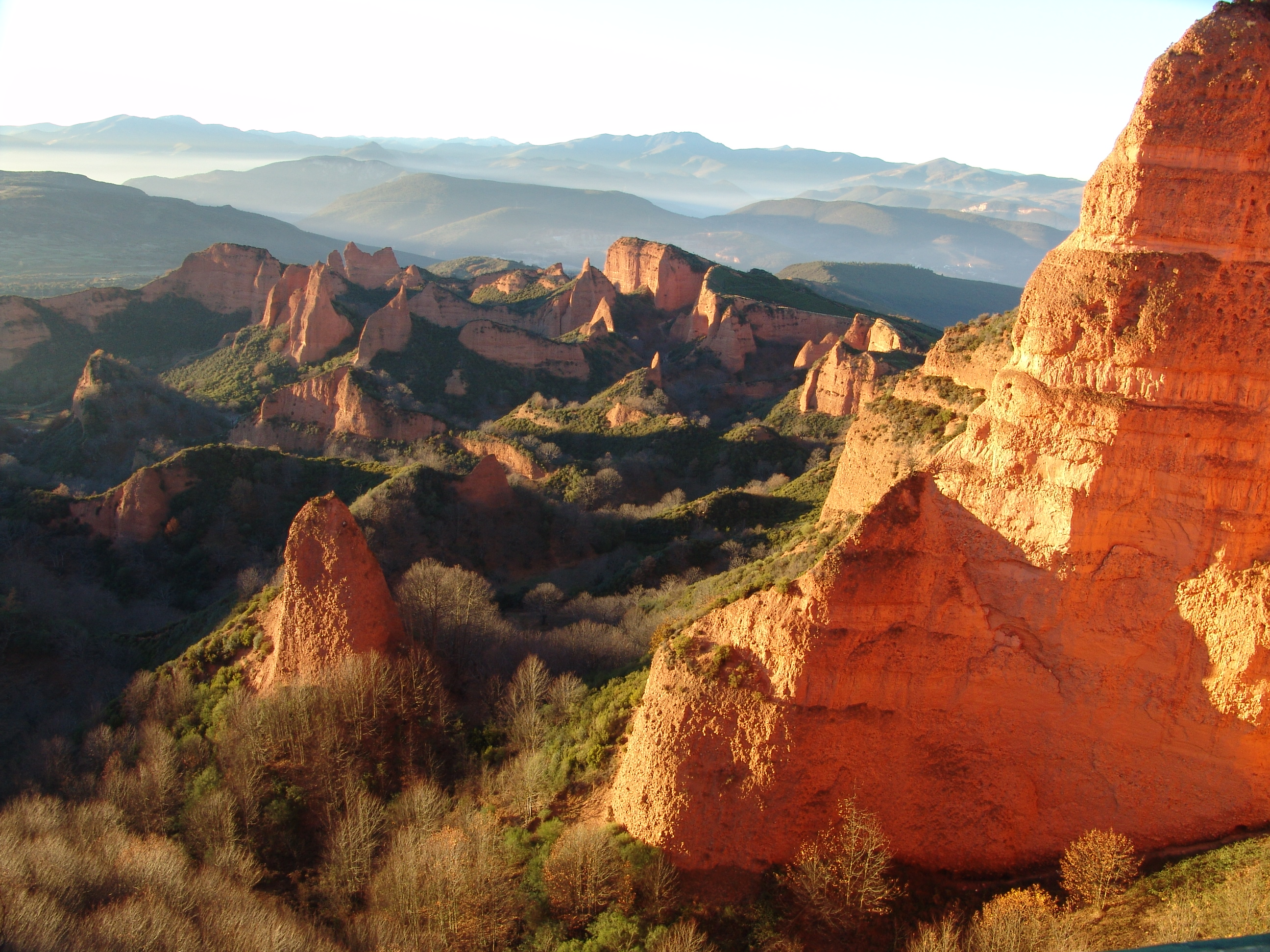
拉斯梅德拉斯胜景，此地为罗马帝国最重要的金矿脉，是古罗马Ruina montium（Ruina Montium）采矿技术的成果

普林尼对罗马采矿业描述明了，详细记载有掘金工艺，这一过程中大量用水，以冲刷出沉积的砂金。书中记载所及大概是西班牙北部尤以拉斯梅德拉斯一地为首的采矿业。普林尼叙述地下采矿的方法，其中包括「火治法」，用以破碎含金岩石，从而提出矿藏。在书中另一部分，普林尼描写如何用采矿手段探得矿脉，普林尼在书中痛斥搜索贵金属、宝石等物的行为：「公认干伽狄亚石或者石英是一切物中最坚硬的——对黄金的贪欲除外，这样东西甚至还要硬些」
第XXXIV篇中谈到贱金属、其用途及开采等等。铜矿业也有提及，并举出多种矿石，如黄铜矿、白铁矿等等，其中一些矿藏深埋地下，一些则露出地表。还写到铁矿业，书于铅锡之后。

## 反响

### 中世纪及现代早期

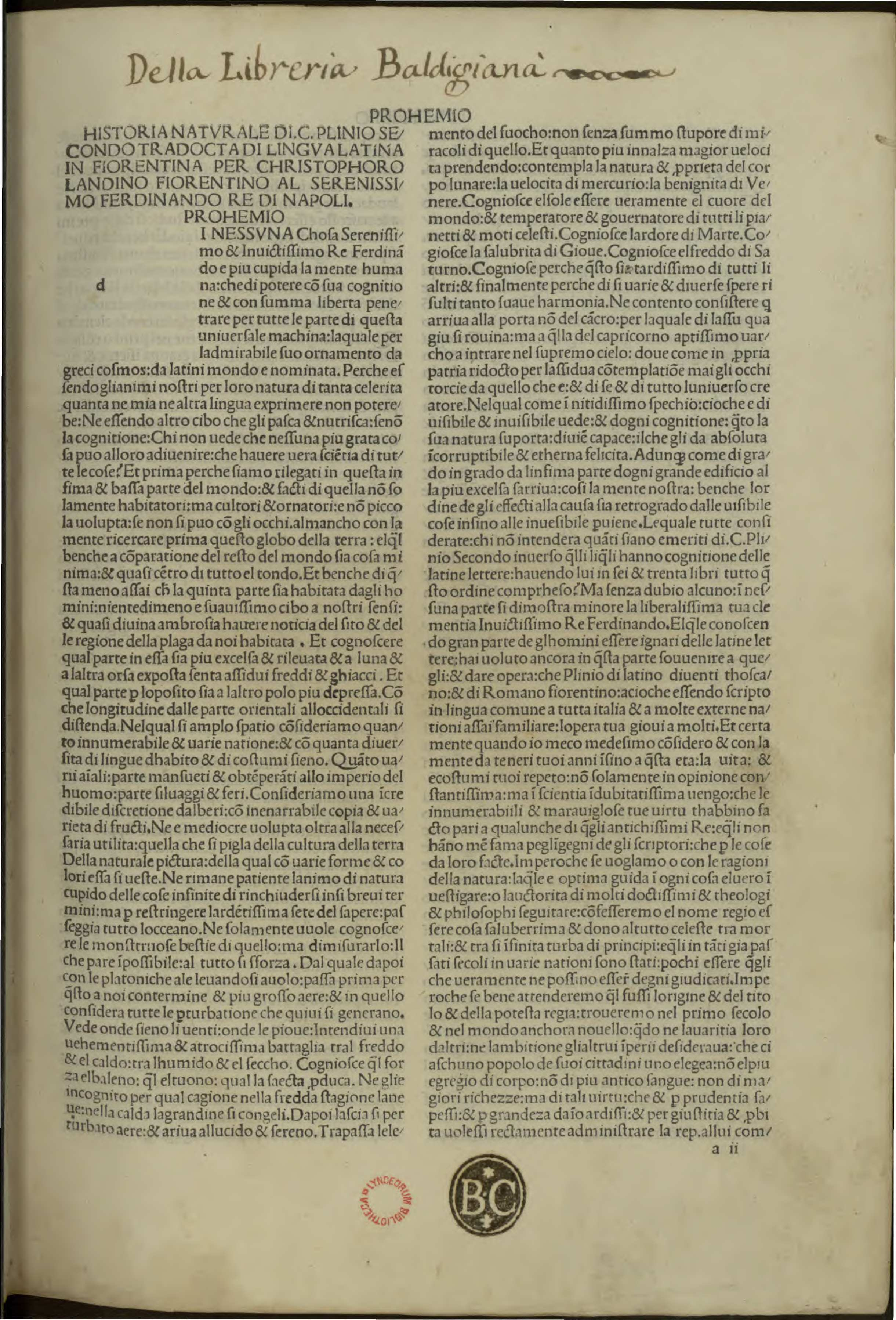
克里斯托弗罗·兰迪诺所译《博物志》意大利文版，1489年本

四世纪一份匿名选集《普林尼药方》（Medicina Plinii）中收录超过1100份药学处方，其中绝大多数取自《博物志》；可能因为本书托名普林尼，中世纪时极受欢迎。
塞维利亚的依西多禄所著《词源》（约600年—625年）中，仅第XII篇一篇就引用普林尼达45次，且第XII、XIII、XIV篇都大量基于《博物志》撰写。通过依西多禄的著作，博韦的樊尚所著《大宝鉴》（约1235年—1264年）也将普林尼作为来源引入自身著作。如此看来，普林尼的影响贯穿整个中世纪，早有论者认为这种影响甚为广大。例如一名二十世纪历史学家表示，普林尼依赖书本记载的知识而不重直接观察，这种偏向高度塑造了西方知识分子的生活，以至于「阻挠了西方科学进步」。这类感触在现代早期也能观察到，如尼科洛·莱奥尼切诺1509年所著《论普林尼之错误》（De Erroribus Plinii）中就攻击普林尼少用适当的科学方法，不如泰奥弗拉斯托斯、迪奥斯科里德斯等人，也缺乏哲学医学等科知识。
托马斯·布朗爵士在1646年著作《世俗谬论》中质疑普林尼是否可靠如下：
今有一事十分可怪，时下盛传的错误流行起来，几乎没有一样不是在这书里或明白表达出来，或暗含推测出来的；这书许多人手里捧着，就显得是传播错误的重大机缘了。不过尽管这样，比起作者的好奇心，还是读者的轻信更堪谴责，因为作者得到那些记载，通常还录下它们作者的名字，并且不过是读到什么就写什么，他在给維斯帕先（原文如此）的序言中，自己正是这样承认的。

### 现代
美国西北大学格伦迪·斯坦纳（Grundy Steiner）1955年所作评价在托马斯·R·莱恩（Thomas R. Laehn）眼中能代表普林尼批评家的总体观点，其中写普林尼如下：「他不是有原创性的、能创新的思想者，也不是做研究的先驱，不能同亚里士多德、泰奥弗拉斯托斯、或者任何一名伟大的现代研究者并肩。他这个人，不如说是个二手资料集的编纂员。」
意大利作家伊塔罗·卡尔维诺在1991年著作《为什么读古典？》中提到，虽然人们通常是为求索事实、满足好奇才向《博物志》请教，普林尼却是「值得我们延伸阅读」的作家，因为「他欣赏存在的一切事物，而且尊敬所有现象无尽的多样性，这使得他的散文获得了一种从容和安详。」卡尔维诺提到，虽然普林尼收录不拘一格，但并非没有批评，尽管其对来源的评估方法前后不一，难以预测。卡尔维诺更进一步将普林尼比作伊曼努尔·康德，两者之所相比，是因为都认为神因逻辑阻止而不能与理性相冲突，尽管在卡尔维诺看来普林尼用泛神论的观点认定神，以其无所不在自然之中。至于命运，卡尔维诺写道：
我们无法硬将命运这项变数塞进人类的自然史中：这是普林尼书中一些段落的意思，他在这些篇幅中讨论命运的变迁、生命长度的不可预测、占星术的无意义、疾病与死亡。

艺术史学家雅各布·依萨格尔（Jacob Isager）分析普林尼《自然史》有关艺术的章节，在此文导读中作者表示其意图是：

为了展示普林尼如何在他百科全书式的作品——这部作品是改写了许多更早写作者的产物，按照普林尼自己的说法，目的是写作参考书──然而，贯穿其中，表达出对人和人与自然关系一种基本的态度；他如何理解人之作为发明者（「科学家和艺术家」）的角色；最后，是他对利用、滥用自然与人等等的创造力，乃至进步、衰退诸事的态度。

依萨格尔更特别写到「普林尼对待希腊罗马艺术，他的指导原则是艺术对社会的功能」，而其中普林尼「用他写的艺术史表达对国家思想观念的看法。」

保拉·芬德伦（Paula Findlen）在《剑桥科学史》中主张：

自然史是古代科学知识的一种形式，其中联系最紧密者，在于罗马百科全书学者老普林尼的作品⋯⋯他健谈而风趣的《博物志》对这一主题定义颇全面。（本书）广泛描述了各种物体，或可知于自然界，或发端于自然界，它们能在罗马世界中见到，也能在书中各卷读到：艺术、工艺、人物，同样还有动物、植物、矿物，都包含在他这一著作中。

芬德伦将普林尼的方法进路同其知识分子前辈亚里士多德及泰奥弗拉斯托斯作比较，这两人探寻自然现象的普遍缘由，而普林尼却对记载自然奇趣更感兴趣，他的同时代人迪奥斯科里德斯在巨作《药物论》中探索自然，则是为其在医学中的应用。

据玛丽·比冈（Mary Beagon）观点，如2010年《古典传统》一书所言：

自人文主义现世以来，《博物志》的地位恢复到了前无古人的程度。诸多拥有科学、语文学等方面专长的学者，他们的工作结果使得普林尼的文本得以改善，他之为科学家的声望也得到提升。他事业基本的条理也重新得到发现，而对「自然世界，或换言之，生命」所有的表现形式，他富有野心的描绘，也公认是当时独特的文化记录。

## 参看
- 法穆卢斯（英语：Famulus），古罗马艺术家，其传记在《博物志》中特别记录下来
- 《天问》，塞内卡所作百科全书，与《博物志》相似，但更短
- 《苏达辞书》，十世纪东罗马帝国百科全书

### 文内引注
1. ↑  以下径称普林尼。
2. ↑  参普林尼对亚里士多德学说的思索、及现代对普林尼著作的批评，见Murphy, Trevor. . OUP. 2004: 1–27, 194–215.
3. ↑  全称，「关于普林尼作者名录的入门讨论」，1856年出版于波恩。
4. ↑  罗马历每年8月23日。
5. ↑  罗马计时系统，昼夜各分十二小时，而昼夜的「小时」长短不一。
6. ↑  是形容词，是名词的单数属格形式。
7. ↑  对照芝加哥大学LacusCurtius网所刊文章中的结构，带注解。
8. ↑  波希多尼提供的数据是准确的，地月距离在221500英里到252700英里之间变动，前者是近地点时数据，后者远地点。
9. ↑  今法国南部巴尔贝加尔的磨坊群，以水道给水，供应阿尔勒之需；水流运转有至少十六座上射式水车，八座一组排成两道，两道平行，顺坡而下。所谓上射式，即水流自上而下冲击带动水车，据推测，此处从上方水车所出水流又带动同组在下的水车，依次一直到山脚。古罗马人对如此纵向排列的水力磨坊群有所了解，在维特鲁威公元前25年所著《建筑十书》中就有描述。
10. ↑  植物学家约翰·杰勒德的名作《芳草志》中称为「浆果蛆」，猜想胭脂虫为其一类。日后许多作者照抄杰勒德这一错误。[62]
11. ↑  普林尼曾任塔拉科西班牙行省资深政务官，很可能见识过金矿采掘作业，《博物志》第XXXIII篇相关章节，读感类似亲眼所见而作的报告。
12. ↑  普林尼所著也为维特鲁威《建筑十书》作了补遗，维氏于其书中也描绘有许多采矿用机器。
13. ↑  见大卫·伯德著作，分析普林尼如何在矿业中运用水力。[70]
14. ↑  这里大概指的是露天开采而非地下采矿，后者的情况，矿工在密闭空间中会受危险。
15. ↑  ，一种粘土、砾石相混形成的岩石。
16. ↑  [71]
简译：因为有一种土，是出自某类粘土和砾石混成的——称作「干伽狄亚」——近乎坚不可摧。他们用铁楔，又用上面说过的锤子击打它，就判断没有什么是更硬的了，那一切之中最硬的除外，就是对黄金的饥渴……

### 引用文献
1. ↑  Healy 2004，第xix頁，引普林尼序言第6节「它为大众而写，是给农民匠人群众写的」.
2. ↑  Naturalis Historia，I:13.
3. 1 2  金常政. . 北京: 北京图书馆出版社. 2005-03: 11. ISBN 7-501-32623-1.
4. 1 2 3  Naturalis Historia，致提图斯的献词.
5. 1 2 3 4 5 6 7 8 9 10 11 12 13 14 15 16   此句或之前多句包含来自公有领域出版物的文本: Sandys, John Edwin. . Chisholm, Hugh  (编).  21 (第11版). London: Cambridge University Press: 841–844. 1911.
6. ↑  Naturalis Historia，XXXVII:205.
7. ↑  Pliny. . . Volume I, Books 1-2 (1989 rev.). Loeb Classical Library. 1989: vii–x.
8. ↑  Naturalis Historia，VIII:44 (Loeb).
9. ↑  Naturalis Historia，VII:1 (Rackham et al.).
10. ↑  Naturalis Historia，VII.
11. ↑  Pliny. . . Volume II, Books 3-7 (1989 rev.). Loeb Classical Library. 1989: xi–xiii.
12. ↑  Naturalis Historia，XI:ii (Rackham et al.).
13. ↑  Naturalis Historia，VII:ii.
14. ↑  Pliny the Younger, Letters, 3.5
15. ↑  Pliny the Younger, Letters, 6.16
16. 1 2 3 4 5  Healy 2004，Introduction:xxxix.
17. ↑  Doody 2010，第9頁.
18. ↑  Naturalis Historia，XXXIII:154–157.
19. ↑  Naturalis Historia，XXXIV.
20. ↑  Naturalis Historia，XXXV:15–149.
21. ↑  Naturalis Historia，XXXV:151–158.
22. ↑  Naturalis Historia，XXXVI.
23. ↑  Naturalis Historia，XXXVII.
24. ↑  小普林尼, Praefatio:21
25. ↑  Anderson, Frank J. . Columbia University Press. 1977: 17. ISBN 0-231-04002-4.
26. ↑  对比Brunn, Heinrich. . Ulan Press. 2012 [1905].
27. ↑  对比Mary Beagon, Roman Nature: The Thought of Pliny the Elder, Clarendon Press (1992), s.v.; Trevor Murphy, Pliny the Elder's Natural History: The Empire in the Encyclopedia, OUP (2004), pp. 196–200 and passim.
28. 1 2  Pliny the Younger. Book 3, Letter V. To Baebius Macer.，载"Letters of Pliny the Younger"，附John B. Firth 所作导读
29. ↑  Cf. Trevor Murphy, Pliny the Elder's Natural History: The Empire in the Encyclopedia, OUP (2004), pp. 181–197.
30. ↑  对比P. L. Chambers, The Natural Histories of Pliny the Elder: An Advanced Reader and Grammar Review, University of Oklahoma Press (2012), s.v., 及普林尼作品中的拉丁文句法; 另见Roger French & Frank Greenaway, Science in the Early Roman Empire: Pliny the Elder, his Sources and Influence, Croom Helm (1986), pp. 23–44.
31. ↑  Naturalis Historia，XXXV:80.
32. ↑  Healy 2004，第331頁，译自《博物志》XXXV:80.
33. ↑  Pliny the Younger, Letters, 8.20, 9.33
34. ↑  Naturalis Historia，II:209, IX:26.
35. ↑  Pliny the Younger, Letters, 3.5; 另见The True Story of Lake Vadimo （義大利語）.
36. ↑  Healy 2004，Translator's Note:xliii.
37. ↑  Healy 2004，Introduction:xxxviii-xxxix.
38. ↑  Healy 2004，Introduction:xxxvi-xxxvii.
39. ↑  Healy 2004，Introduction:xxxviii.
40. ↑  Church, C.M.  (PDF). The Archaeological Journal（英语：The Archaeological Journal）. 1904, 61 (11): 155–180. doi:10.1080/00665983.1904.10852967.
41. ↑  Holland, Philemon. . University of Chicago. 1601  [2015-05-28].
42. ↑  Bostock, John; Riley, H. T. . Perseus at Tufts. 1855  [2015-05-28].
43. ↑  普林尼. . 由李铁匠翻译. 上海: 上海三联书店. 2018. ISBN 9787542663894.
44. ↑  Naturalis Historia，II:11.
45. ↑  Naturalis Historia，II:28-51.
46. ↑  Naturalis Historia，II:5-6, 10.
47. ↑  Naturalis Historia，II:14.
48. ↑  Naturalis Historia，II:20.
49. ↑  Naturalis Historia，II:24.
50. ↑  Naturalis Historia，I:89-90.
51. ↑  Naturalis Historia，II:119-153.
52. ↑  Naturalis Historia，II:181.
53. ↑  Naturalis Historia，II:182.
54. ↑  Naturalis Historia，II:186-187.
55. ↑  Naturalis Historia，XV:1-34.
56. ↑  Naturalis Historia，XV:47-54.
57. ↑  Naturalis Historia，XV:68-78.
58. ↑  Naturalis Historia，XV:102-104.
59. ↑  Naturalis Historia，XV:119-138.
60. ↑  Healy 2004，Introduction:xxix.
61. ↑  Naturalis Historia，XX:198-200.
62. ↑  Greenfield, Amy Butler. . Random House. 2011: 351.
63. ↑  Naturalis Historia，XXXVII:18-22.
64. ↑  Naturalis Historia，XXXVII:55-60.
65. ↑  Naturalis Historia，XXXVII:23-29.
66. ↑  Naturalis Historia，XXXVII:196-200.
67. 1 2 3 4  Isager 2013，第16頁.
68. ↑  有关于此，可对比艺术史学家词典之词条；A·多尔比（英语：Andrew Dalby）《萨摩斯的杜里斯传》（The Curriculum Vitae of Duris of Samos），载《古典学季刊》（Classical Quarterly）新系列卷41第539-541页；D·鲍德尔《萨摩斯的杜里斯》（Duris of Samos），载《希腊世界知名人传》（Who Was Who in the Greek World，伊萨卡康奈尔大学出版社1982年版）第101-102页；以及赖因霍尔德·克普克《论卡里斯图斯的安提哥诺斯》（1862年，拉丁文）之
69. ↑  Naturalis Historia，XXXIII:36-81.
70. ↑  Bird, David.  (PDF). Mining History. 2004, 15 (4/5). （原始内容 (PDF)存档于2012-03-28）.
71. ↑  Naturalis Historia，XXXIII:72.
72. ↑  Naturalis Historia，XXXIV:117.
73. ↑  Naturalis Historia，XXXIII:138-144.
74. ↑  Naturalis Historia，XXXIII:156-164.
75. ↑  Langlow, D.R. . Oxford University Press. 2000: 64.
76. ↑  Barney, Stephen A.; Lewis, W. J.; Beach, J. A.; Berghof, O.  1st. Cambridge University Press. 2006. ISBN 978-0-511-21969-6.
77. ↑  Lindsay, Wallace M. . Clarendon Press. 1911.
78. ↑  Lindsay, Wallace M. . The Classical Quarterly. January 1911, 5 (1): 42–53. S2CID 170517611. doi:10.1017/S0009838800019273.
79. ↑  Doody 2010，第170頁.
80. ↑  Franklin-Brown, Mary. . Chicago London: The University of Chicago Press. 2012: 224–225. ISBN 9780226260709.
81. ↑  Doody 2010，第31頁.
82. ↑  可在芝加哥大学所设网站阅读
83. ↑  Laehn, Thomas R. . Routledge. 2013: 111.
84. ↑  Steiner, Grundy. . Classical Weekly. 1955, 48 (10): 142. JSTOR 4343682. doi:10.2307/4343682.
85. ↑  伊塔洛·卡尔维诺. . 由黄灿然; 李桂蜜翻译. 南京: 译林出版社. 2006: 40–52. ISBN 7-5447-0099-2.(First published as Perché leggere i classici, Mondadori, 1991.
86. 1 2  Findlen, Paula. Roy Porter; Katharine Park & Lorraine Daston , 编. . Natural History (Cambridge University Press). 2006: 437. ISBN 9780521572446.
87. ↑  Beagon, Mary. . Grafton, Anthony; Most, Glenn W.; Settis, Salvatore  (编). . Harvard University Press: 745. 2010.

### 直接引用《博物志》
- Plinius, Gaius. . 77. 引用格式为篇（大写罗马数字）:段（小写罗马数字）/节（阿拉伯数字）

### 其他参考书目
- French, Roger & Greenaway, Frank. . Croom Helm. 1986.
- Gibson, Roy; Morello, Ruth (编). . Brill. 2011.
- Doody, Aude. . Cambridge University Press. 2010. ISBN 978-0-511-67707-6.
- Healy, John F. . Oxford University Press. 1999. ISBN 0-19-814687-6.
- Healy, John F. . Penguin Classics. 2004. ISBN 978-0-14-044413-1.
- Isager, Jacob. . London & New York: Routledge. 2013 [1991]. ISBN 978-0-203-38869-3.
- Jones, R. F. J.; Bird, D. G. . Journal of Roman Studies (Society for the Promotion of Roman Studies). 1972, 62: 59–74. JSTOR 298927. S2CID 162096359. doi:10.2307/298927.
- Lewis, P. R.; Jones, G. D. B. . Journal of Roman Studies (The Journal of Roman Studies, Vol. 60). 1970, 60: 169–85. JSTOR 299421. doi:10.2307/299421.
- Naas, Valérie. . Paris: Sorbonne Université Presses. 2023. ISBN 9791023107432.
- Parejko, Ken. . Skeptical Inquirer. 2009, 27 (1): 39.
- . 由Rackham, H.; Jones, W. H. S.; Eichholz, D. E.翻译. Loeb Classical Library. 1938–1962.
- Wethered, H. N. . London: Longmans Green. 1937.

### 一次文献
拉丁文
- LacusCurtius所载拉丁文全文
- 数字图书馆藏拉丁文全文，附翻译工具
- . Pliny the Elder. Johannes de Spira. Venice. before 18 September 1469.，藏康宁玻璃博物馆. （曾为彭布罗克伯爵藏品）
- . Pliny the Elder. Karl Friedrich Theodor Mayhoff. Lipsiae. Teubner. 1906.

英文
- 初版英文翻译，菲利蒙·霍兰（英语：Philemon Holland）1601年译
- 第二版英文翻译，约翰·博斯托克及亨利·托马斯·赖利（英语：Henry Thomas Riley）1855年译，全文附索引
- LibriVox中的公有领域有声书《The Natural History》
- Pliny's Natural History，哈里斯·拉科姆（卷1-5、卷9）、W·H·S·琼斯（卷6-8）、D·E·艾科尔兹（卷10）合译，麻省哈佛大学出版社及伦敦威廉·海涅曼出版社出版，1949-1954年
- 古腾堡计划收录全六卷，免费检索

意大利文
- . Venezia: Bartolomeo Zani. 1489 （意大利语）.

### 二次文献
- 约纳·伦德林研究普林尼论文，附《博物志》详细目录
- 老普林尼世界数据库